# Saugrädertier
Das Saugrädertier (Gastropus stylifer) ist eine Art aus der Gattung Gastropus aus dem Stamm der Rädertiere (Rotatoria). G. stylifer ist planktisch in Seen verbreitet. Das Tier ernährt sich durch Aussaugen anderer planktischer Organismen. Es ist oft leicht rosa gefärbt.

## Merkmale
Die Tiere werden 100 bis 240 μm groß und sind seitlich abgeflacht, mit einem geringelten Bauchfuß. Der Kauapparat besitzt ein langes steifes Kutikularrohr. Die Panzerung ist durchsichtig mit einer gewellten Öffnung. In der Magenwand sind bunte Öltropfen sichtbar. Die Eier sind blau.

## Ökologie und Lebensweise
Das Saugrädertier kommt vor allem in Seen und Teichen vor. Es lebt planktisch.

## Ähnliche Arten
- Gastropus minor
- Gastropus hyptopus